# Xian de Suixi (Guangdong)
Pour les articles homonymes, voir Suixi.
Le xian de Suixi (遂溪县 ; pinyin : Suíxī Xiàn) est un district administratif de la province chinoise du Guangdong. Il est placé sous la juridiction de la ville-préfecture de Zhanjiang.

## Démographie
La population du district était de 885 800 habitants en 1999.

## Galerie

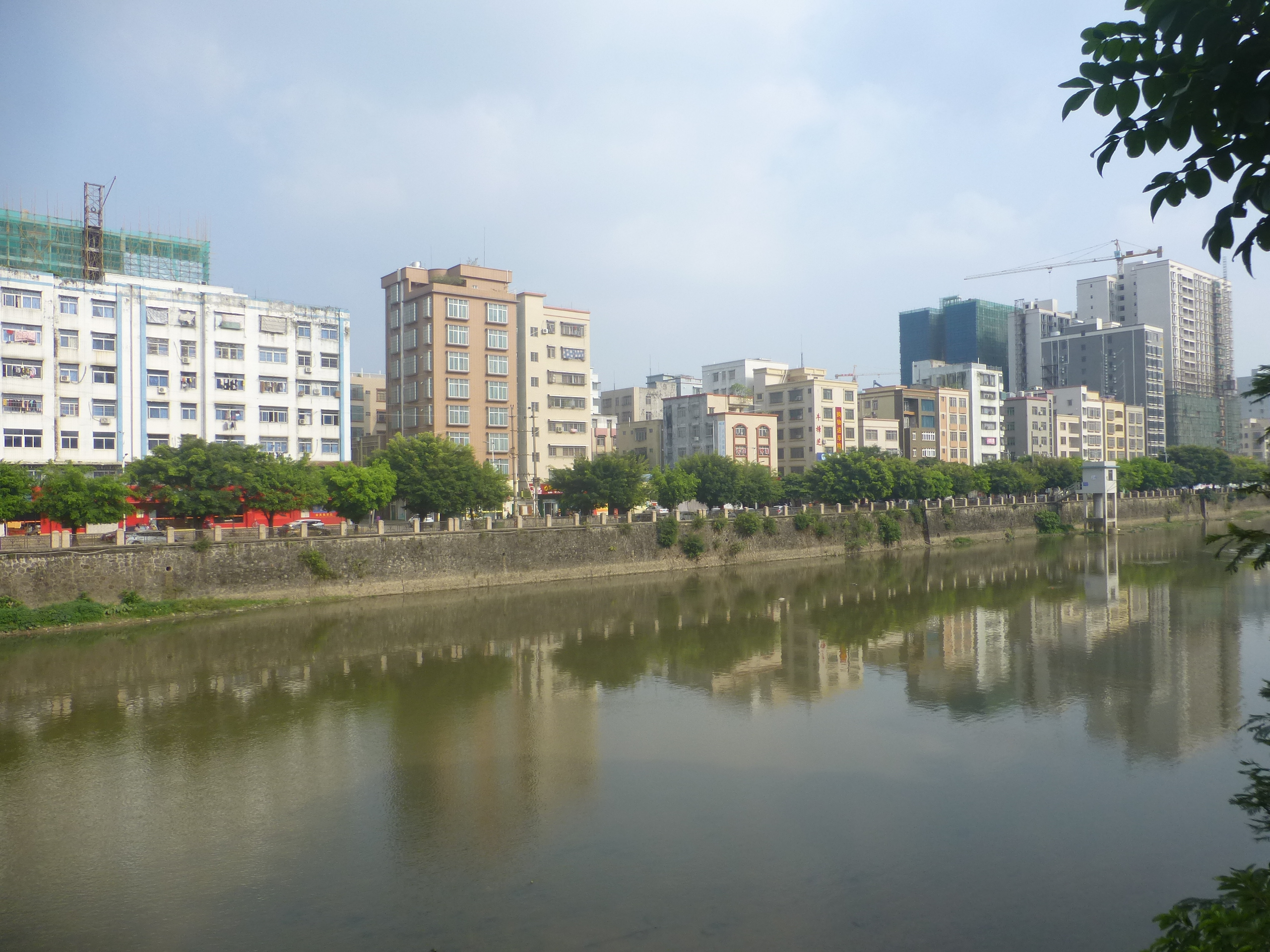
Rivière Xixi, ville de Suicheng (11/2018).